# Indiana Pacers 1980-1981
La stagione 1980-81 degli Indiana Pacers fu la 5ª nella NBA per la franchigia.
Gli Indiana Pacers arrivarono terzi nella Central Division della Eastern Conference con un record di 44-38. Nei play-off persero al primo turno con i Philadelphia 76ers (2-0).

## Roster
| N°    | Naz.                   | Ruolo | Sportivo          | Anno | Alt. | Peso |
| ----- | ---------------------- | ----- | ----------------- | ---- | ---- | ---- |
| 3     | Stati Uniti (bandiera) | G     | Kenny Natt        | 1958 | 191  | 84   |
| 5     | Stati Uniti (bandiera) | A     | Tom Abernethy     | 1954 | 201  | 100  |
| 7     | Stati Uniti (bandiera) | GA    | Dudley Bradley    | 1957 | 198  | 88   |
| 10-11 | Stati Uniti (bandiera) | G     | Don Buse          | 1950 | 193  | 86   |
| 14    | Stati Uniti (bandiera) | G     | Jerry Sichting    | 1956 | 185  | 76   |
| 16    | Stati Uniti (bandiera) | G     | Johnny Davis      | 1955 | 188  | 77   |
| 24    | Stati Uniti (bandiera) | AC    | George L. Johnson | 1956 | 201  | 95   |
| 25    | Stati Uniti (bandiera) | GA    | Billy Knight      | 1952 | 198  | 88   |
| 30    | Stati Uniti (bandiera) | AC    | George McGinnis   | 1950 | 203  | 107  |
| 40    | Stati Uniti (bandiera) | AC    | James Edwards     | 1955 | 213  | 102  |
| 42    | Stati Uniti (bandiera) | AC    | Mike Bantom       | 1951 | 206  | 91   |
| 44    | Stati Uniti (bandiera) | A     | Dick Miller       | 1958 | 198  | 98   |
| 45    | Stati Uniti (bandiera) | AC    | Clemon Johnson    | 1956 | 208  | 109  |
| 55    | Stati Uniti (bandiera) | A     | Louis Orr         | 1958 | 203  | 79   |

## Staff tecnico
- Allenatore: Jack McKinney
- Vice-allenatore: George Irvine
- Preparatore atletico: David Craig